# 玄武隊
玄武隊（げんぶたい）は、会津戦争に際して会津藩が組織した年齢別で編成された部隊の一つ。四神の名が当てられ、他に白虎隊、朱雀隊、青龍隊があり、このほか幼少隊などがある。
玄武隊は50歳以上の藩士によって構成された。小隊数1～2、中隊数4ヶ中隊からなり、隊員数は約400名だった。総督は黒河内式部。

## 玄武隊の構成
- 士中一番隊　100名前後
- 寄合一番隊　100名前後
- 足軽一番隊から二番隊　各100名前後